# Rinoplastica

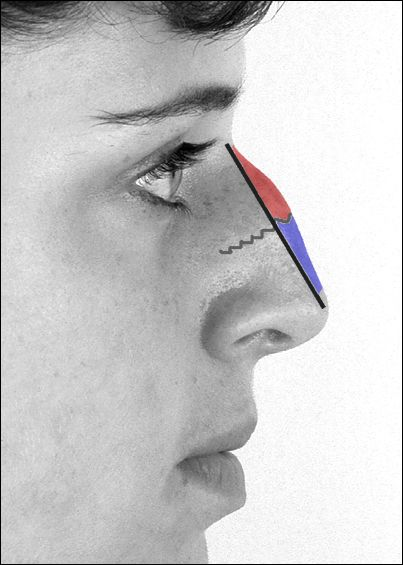
Correzione di rinoplastica

La rinoplastica (dal greco antico ρίς, naso) è l'intervento chirurgico che permette di rimodellare il naso. In particolare si intende la modifica della forma strutturale esterna, che può essere eseguita sia per ragioni estetiche, sia per correggere aspetti funzionali legati a disturbi respiratori.
Fu per la prima volta sviluppata da Susruta, medico vissuto in India nel VI secolo a.C., che per primo descrisse un intervento nell'opera Susrutha Samhita. Lui e i suoi discepoli utilizzavano la rinoplastica per ricostruire i nasi che erano amputati come punizione per i crimini commessi.
Viene effettuata in anestesia locale con sedazione, o generale, tramite tecniche non invasive, soprattutto basate sull'utilizzo del laser, e va a modificare la forma del naso intervenendo sullo scheletro osseo e cartilagineo. La convalescenza è di pochi giorni, l'edema e l'ecchimosi sono ridotte e in pochi giorni il paziente è in grado di riprendere una vita normale.
La durata dell'intervento di rinoplastica varia dai 10 ai 40 minuti, a seconda della tecnica utilizzata. Si parla di rinosettoplastica quando lo scopo dell'intervento non è solo estetico ma implica anche o solo una alterazione del setto nasale a causa di un trauma o di un anomalo sviluppo.
Gli specialisti che si occupono di rinoplastica sono: chirurgia maxillo facciale, otorinolaringoiatria, chirurgia plastica e ricostruttiva.

## Descrizione

### Rinoplastica chiusa
Questa tecnica operatoria viene effettuata attraverso delle piccole incisioni effettuate all'interno del naso, attraverso le quali, con gli appositi strumenti, e con tecniche che variano secondo come si vuole modificare la piramide nasale, viene modificata la componente ossea e cartilaginea dello scheletro nasale.

### Rinoplastica aperta
La rinoplastica aperta è una variante della rinoplastica chiusa, e si esegue incidendo la cute della columella alla base del naso. Vengono quindi totalmente esposte le cartilagini della punta ed il dorso del naso.
La rinoplastica aperta, è più complessa della rinoplastica chiusa, ma è più precisa, perché le strutture nasali possono essere modificate alla vista del chirurgo. La rinoplastica con tecnica aperta comporta un intervento leggermente più lungo rispetto alla tecnica chiusa e la presenza di una piccola cicatrice esterna.

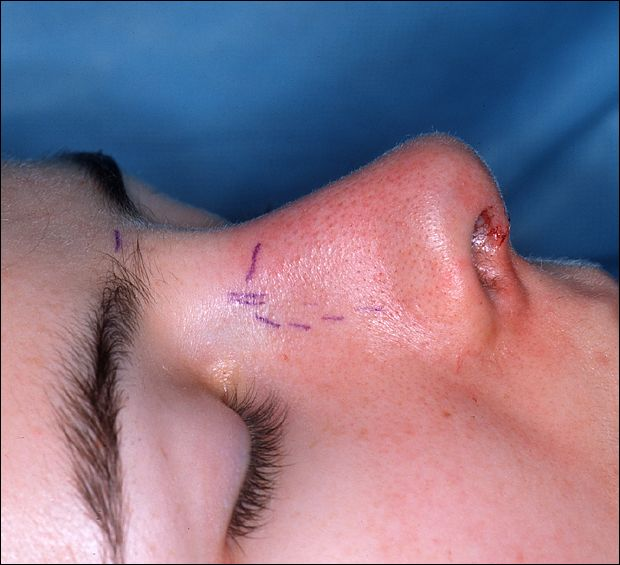
Fotografia A. Rinoplastica aperta: Pre-operative, the guidelines (purple) ensured the surgeon’s accurate incisions in cutting the nasal defect correction plan.
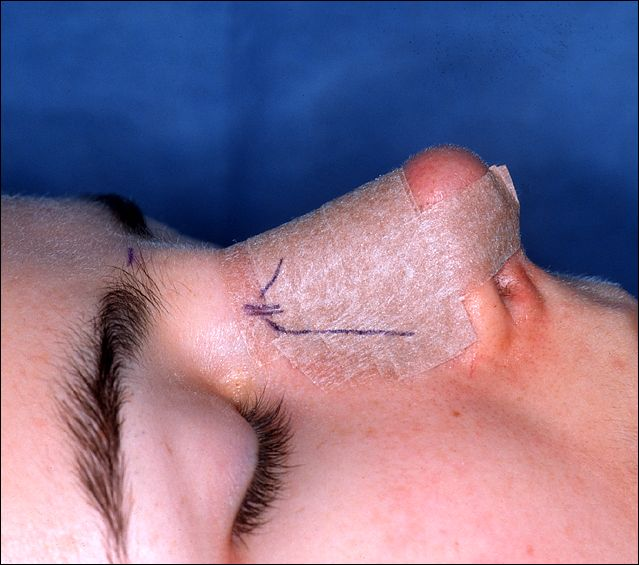
Fotografia B. Rinoplastica aperta: Post-operative, the taped nose, prepared to receive the metal nasal splint that immobilizes and protects the newly corrected nose.
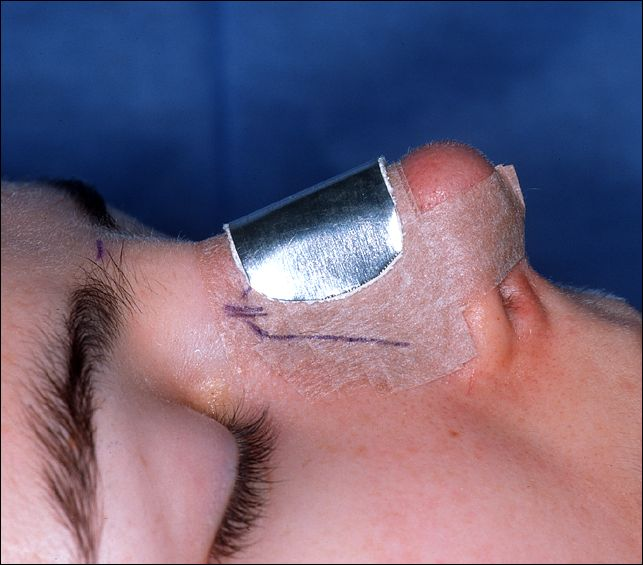
Fotografia C. Rinoplastica aperta: The metal nasal splint aids wound healing by protecting the tender tissues of the new nose.
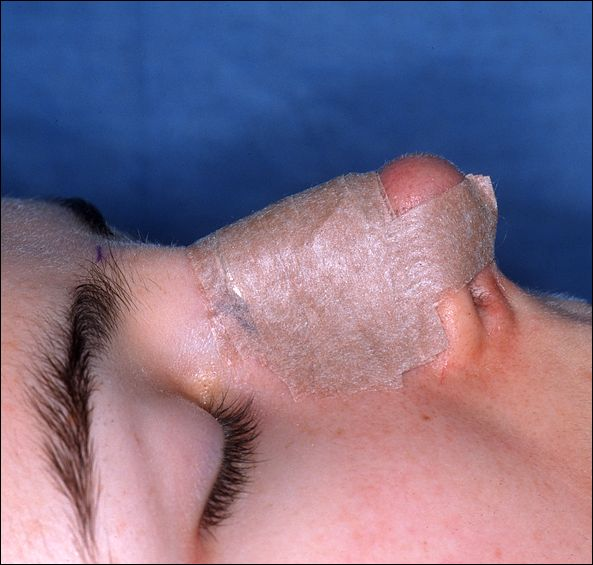
Fotografia D. Rinoplastica aperta: The taped, splinted, and dressed nose completes the rhinoplasty.

### Rinoplastica con e senza tamponi
Nella rinoplastica con i tamponi al termine dell'intervento chirurgico questi vengono introdotti nelle fosse nasali per favorire l'emostasi e per mantenere in sede i frammenti di cartilagine rimodellati. 
I tamponi inseriti nelle fosse nasali subito dopo l'intervento chirurgico devono essere rimossi a distanza di uno o due giorni dall'intervento.
Nella rinoplastica senza tamponi si usano speciali sostanze, come la colla di fibrina, che sostituiscono i tamponi dal punto di vista funzionale, eliminando l'operazione di rimozione degli stessi nella fase post-operatoria e permettendo di respirare dal naso fin da subito dopo il termine dell'intervento. L'unica medicazione protettiva visibile consiste in una piccola placchetta metallica posizionata sul naso e coperta da un cerotto.
Questa tecnica è stata sperimentata per la prima volta al mondo dal professor Rubens Mattioli, che l'ha presentata in Italia nel corso di un congresso a Genova nell'anno 1986, e a livello internazionale in un congresso svoltosi a Vienna nel 1992.

### Recupero post-chirurgico
L'avanzamento raggiunto dalle tecniche chirurgiche utilizzate, oggi sempre più conservative, garantisce la guarigione ossea e cartilaginea in circa una settimana, ma per il completo ripristino della funzionalità della mucosa nasale sono necessari di solito altri 10 giorni.
In questa fase di recupero, un trattamento innovativo e molto efficace, utile per limitare la formazione di croste e velocizzare i tempi di guarigione, è quello con nebulizzazioni nasali di sodio ialuronato (acido ialuronico) 9 mg APM - Alto Peso Molecolare. Somministrata per mezzo di particolari dispositivi, questa sostanza diventa immediatamente disponibile a livello della mucosa danneggiata dall'intervento, e può così esercitare la sua nota ed efficace azione lubrificante e biostimolante, rendendo più rapido e meno disagevole il decorso post-operatorio.

### Rinoplastica non chirurgica
Con questo termine viene indicato il rimodellamento estetico del naso senza ricorrere all'intervento chirurgico. Ciò è reso possibile iniettando un filler nel tessuto sottocutaneo del naso, andando a riempire le parti depresse, livellandole rispetto a quelle esuberanti. Il concetto è opposto a quello della chirurgia: la chirurgia demolisce una gibbosità, nella rinoplastica non chirurgica ciò non è possibile, per cui si va a livellare la gibbosità effettuando un riempimento con il filler a livello della radice o della punta del naso. Le indicazioni sono: correzione di difetti estetici e correzioni post-chirurgiche.
I vantaggi di questa tecnica sono molteplici: il trauma praticamente inesistente, il tempo di attuazione di appena 15 minuti, la possibilità di tornare subito alle proprie attività senza problemi, il costo notevolmente più basso rispetto a quello di un intervento chirurgico.
I limiti sono dati dall'impossibilità di migliorare esteticamente nasi di grosse dimensioni. 
La correzione si può ottenere utilizzando un filler riassorbibile (di solito acido ialuronico) il cui limite è la durata limitata nel tempo e la necessità di ritocchi periodici, oppure utilizzando un filler non riassorbibile (polialchilamide) il cui risultato permane immutato nel tempo. Quest'ultima metodologia è stata ideata dal Dott. Luigi di VitoFrancesco e chiamata Rinofiller®.
Visto l'elevato costo di un intervento con i filler e la corta durata degli effetti, la rinoplastica non chirurgica è spesso sconveniente rispetto a una rinoplastica chirurgica.

### Rinoplastica sul gibbo
La "gobba" situata sul dorso del naso può interessare la cartilagine oppure estendersi anche alla parte ossea. La tecnica chirurgica prevede un'incisione, all'interno delle narici, tra la cartilagine triangolare e quella alare, nello scollamento del dorso, e una asportazione della cartilagine in più e dei possibili spigoli ossei. Risulta molto importante il livellamento del punto di incontro con l'osso per non formare una specie di "gradino", che risultebbe visibile e quindi antiestetico.

### Rinoplastica sulla punta
Se il problema è la punta larga, si attua un'asportazione, dalle cartilagini alari, di un sufficiente segmento. Invece se il problema è causato dalla punta carnosa, si opera la rimozione dell'adipe in accesso. Infine se la punta è prominente si recide una porzione di cartilagine alare.

### Rinoplastica sulle narici
In questo caso si corregge, abitualmente, l'ipertrofia, attuando l'asportazione di un cuneo cartilagineo-cutaneo presente alla base della cartilagine alare. Se il viso presenta tratti particolari, ossia è quadrato, con fronte spaziosa, allora si modifica leggermente la punta orientandola in su per armonizzare i lineamenti.

### Rinoplastica sulla columella
La columella può definirsi l'angolo che rifinisce il contorno del naso. Due sono le modalità di intervento, a seconda della problematica presente: o si asporta un segmento del setto membranoso, oppure si restringe la cavità narinale. Il tempo necessario per questo intervento è inferiore ai 15 minuti, pur essendo importante perché dona simmetria alla punta del naso e alle narici.

### Rinoplastica sul setto nasale
Quando un segmento osseo o cartilagineo è deviato, a causa di un trauma o di un imperfetto sviluppo, il problema non rimane circoscritto al fatto estetico, ma coinvolge anche le modalità respiratorie e i possibili disturbi come otiti, sinusiti, iposmia, anosmia.
L'intervento attua l'asportazione e la correzione delle parti deviate dell'osso per conferire all'organo funzionalità e armonia.

## Televisione
"Rinoplastica Fai Da Te" è anche il titolo di uno degli episodi di Via Massena 2, su Radio Deejay, dove La Roby crede a una locandina che parla appunto di Rinoplastica fai da te. Tutti gli altri personaggi la prendono in giro.